# Josip Radošević
Josip Radošević (Split, 3 april 1994) is een Kroatisch voetballer die bij voorkeur als defensieve middenvelder speelt. Hij verruilde in juli 2013 Hajduk Split voor SSC Napoli. Dat verhuurde hem in januari 2016 aan SD Eibar.

## Clubcarrière
Radošević is een jeugdproduct van Hajduk Split. In november 2011 werd hij bij het eerste elftal gehaald. Op 23 november 2011 debuteerde hij voor Hajduk Split in de kwartfinale van de beker tegen NK Zagreb. Op 1 februari 2013 verhuurde Hajduk Radošević aan SSC Napoli, waar hij eigenlijk een contract voor vier-en-een-half jaar had getekend. Dat contract ging in op 1 juli 2013, omdat Radošević dan niet meer als een 'buitenlander' werd gezien. Hij kreeg het rugnummer 25 toegewezen in Italië. In januari 2015 werd Radošević verhuurd aan HNK Rijeka.

## Interlandcarrière
Radošević kwam uit voor diverse Kroatische jeugdelftallen. Op 11 september 2012 debuteerde hij voor Kroatië in de EK-kwalificatiewedstrijd tegen België. De wedstrijd eindigde op een 1-1 gelijkspel. Radošević startte in de basiself en werd na 78 minuten naar de kant gehaald voor Ognjen Vukojević. In augustus 2015 werd de Kroaat opgeroepen door trainer Nenad Gračan voor Jong Kroatië voor de eerste kwalificatiewedstrijden tegen Jong Georgië en Jong Estland in september 2015.